# تآكل جلفاني

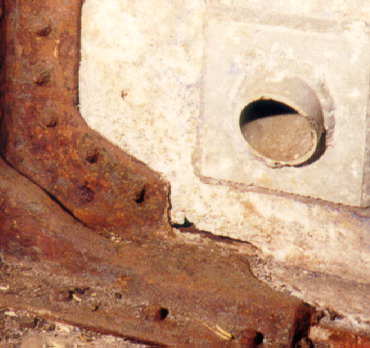
التآكل الجلفاني للحديد والألمونيوم في وجود ماء مالح. تحدث ثقوب في لوح الألمونيوم خلال سنتين.

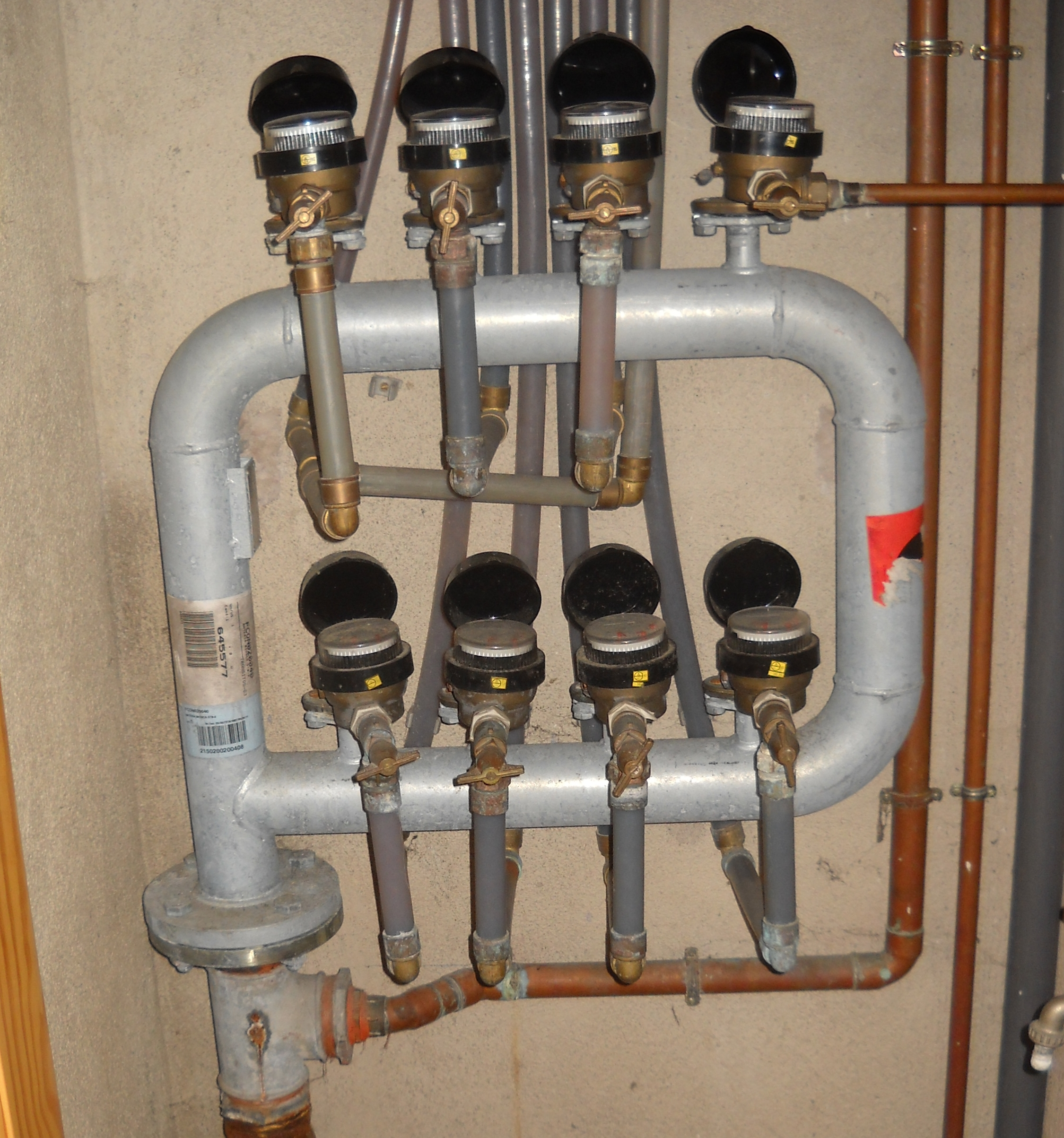
استبدلت تلك المجموعة من عدادت المياه بعد 4 سنوات من تركيب أنابيبها بعد أن تآكلت تحت فعل توصيلها بأنبوب من النحاس فأحدث فرق جهد قدره 85و0 فولط بينهما. الآن استبدلت التوصيلة بأنابيب بلاستيك PVC قادرة على أن تعمل طويلا.

التآكل الجلفاني في الكيمياء هو تفاعل كهركيميائي يتآكل خلاله معدن بسبب انغماسه مع معدن آخر في محلول موصل للكهرباء (كهرل). يحدث نفس ذلك التفاعل في البطارية البسيطة التي تولد تيارا كهربائيا.
يعود تسمية هذا النوع من التآكل إلى العالم الإيطالي جلفاني الذي اخترع الخلية الكهربائية المسماة باسمه، والذي اكتشف الخاصية الكهربائية للمعادن.

## مقدمة
تتميز المعادن المختلفة بجهود كهربائية مختلفة وعندما تغطس اثنين منها في كهرل فهي تشكل خلية جلفانية، حيث يعمل أحدهما كمصعد ويعمل الآخر كمهبط للإلكترونات. ويسير تيار كهربائي بينهما في محلول الكهرل، ويستمر مرر التيار بينهما عند توصيل المعدنين بسلك في من الخارج، فتكتمل الدائرة الكهربية. ويعمل فرق الجهد بين المعدنين المختلفين في المحلول على تآكل المصعد كأحد قطبي الخلية الجلفانية. يذوب المصعد في محلول الكهرل ويترسب على المهبط.
ويقوم الكهرل بتوفير أيونات تتحرك بين المعدنين المختلفين بين المصعد والمهبط. وهذا يؤدي إلى تآكل مادة المصعد بطريقة أسرع عن في حالة عدم وجود معدن المهبط. ولا بد من وجود محلول الكهرل الذي يوصل الكهرباء بين القطبين المعدنيين لحدوث التآكل الجلفاني.
ونحن نستغل مثل هذا التفاعل في بناء البطاريات الكهربائية مثل بطارية الكربون والزنك. وعندما نغلق الدائرة الكهربائية في هذه البطارية يتآكل الزنك حيث تنتقل أيوناته إلى الكربون. ومثال آخر يتعلق بالحماية الكاثودية للأجزاء المعدنية التي تنشأ في أعماق البحار. ففي تلك الحالة يحدث للمصعد الجلفاني تآكل كأحد أقطاب الخلية الجلفانية وذلك بغرض وقاية معدن آخر من التآكل.
في بعض الأحيان الأخرى مثلما في توصيل أنابيب من معادن مختلفة (مثل أنابيب نحاس وأنابيب حديد) فيعمل التآكل الجلفاني على تسريع تآكل النظام. ويمكن منع ذلك التآكل بإضافة نترات الصوديوم أو موليبدات الصوديوم فتخفض من سرعة التآكل عن طريق خفض فرق الجهد الجلفاني. ولكن استخدام تلك المواد يستلزم العناية بحيث لا يزيد استخدام موانع التآكل من سرعة التآكل. وتلعب قيمة أس هيدروجيني (باهاء) في المحلول دورا مهما في ذلك التوصيل الكهربائي والتآكل. فإذا كانت قيمة الباهاء pH للمحلول ونوع المادة الواقية من التآكل ليست مضبوطة فإن ذلك يزيد من سرعة التآكل.

## متوالية جلفانية
يمكن ترتيب المعادن في متوالية جلفانية تمثل الجهود التي تحدثها عند تغطيسها في محلول كهرل وقياس هذا الجهد بالنسبة إلى قطب قياسي. وطبقا لترتيب المعادن في تلك المتوالية فهي تشير إلى المعدن الذي يتآكل سريعا في نظام. ويؤثر على سرعة التآكل وجود الماء وما فيه من مواد ذائبة وسرعة جريان الماء.
التآكل الجلفاني من أهم مشكلات التي تخص صناعة السفن. لذلك توجد متواليات جلفانية في قوائم تختص بماء البحر حيث يكثر استخدام المعادن في صناعة السفن. وربما كان حادث غرق الغواصة الأمريكية ثريشر Thresher (SSN-593) بسبب تآكل لحام الفضة لأنابيب ماء مالح، مما أدى إلى غرقها وغرق جميع من كان عليها.
وتستخدم طريقة لتنظيف الفضة بغمسها مع قطعة من الألمونيوم في كهرل من بيكربونات الصوديوم وهي طريقة تآكل جلفانية. وتستدعي تلك الطريقة لتنظيف الفضة عناية بحيث لا تزيل معها أكسيد الفضة الذي قد يكون بغرض تزيين القطعة الفضية. ولا يصح اسخدام التآكل الجلفاني مع طلاء الفضة، إذ يمكن أن يؤدي ذلك إلى تآكل وفساد المادة المغطاة بالفضة.

## امثــــلة
من الأمثلة المعهودة صدا للتآكل الجلفاني صدأ الحديد المغطى بالزنك عندما ينشق طلاء الزنك ويصبح الحديد معرضا للتآكل. وقابلية الزنك للتآكل أعلى من قابلية الحديد حيث أن الزنك أقل نبلا من الحديد، ولكن بتآكل الزنك يتعرض الحديد أيضا للتآكل.
في علبة حفط الطعام من القصدير يحدث العكس حيث أن القصدير أعلى نبلا من الحديد الذي تحته. فعندما ينشق طلاء القصدير فيتعرض الحديد تحته إلى التآكل سريعا.

### تمثال الحرية

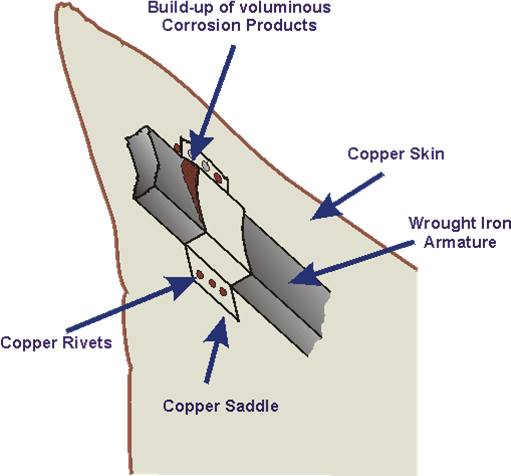
التآكل الجلفانب في تمثال الحرية.

تتم عمليات الصيانية على تمثال الحرية في نيويورك خلال الثمانينيات من القرن الماضي حيث طهر علية التآكل الجلفاني بين طبقة النحاس الخارجية والحديد الذي تحته.

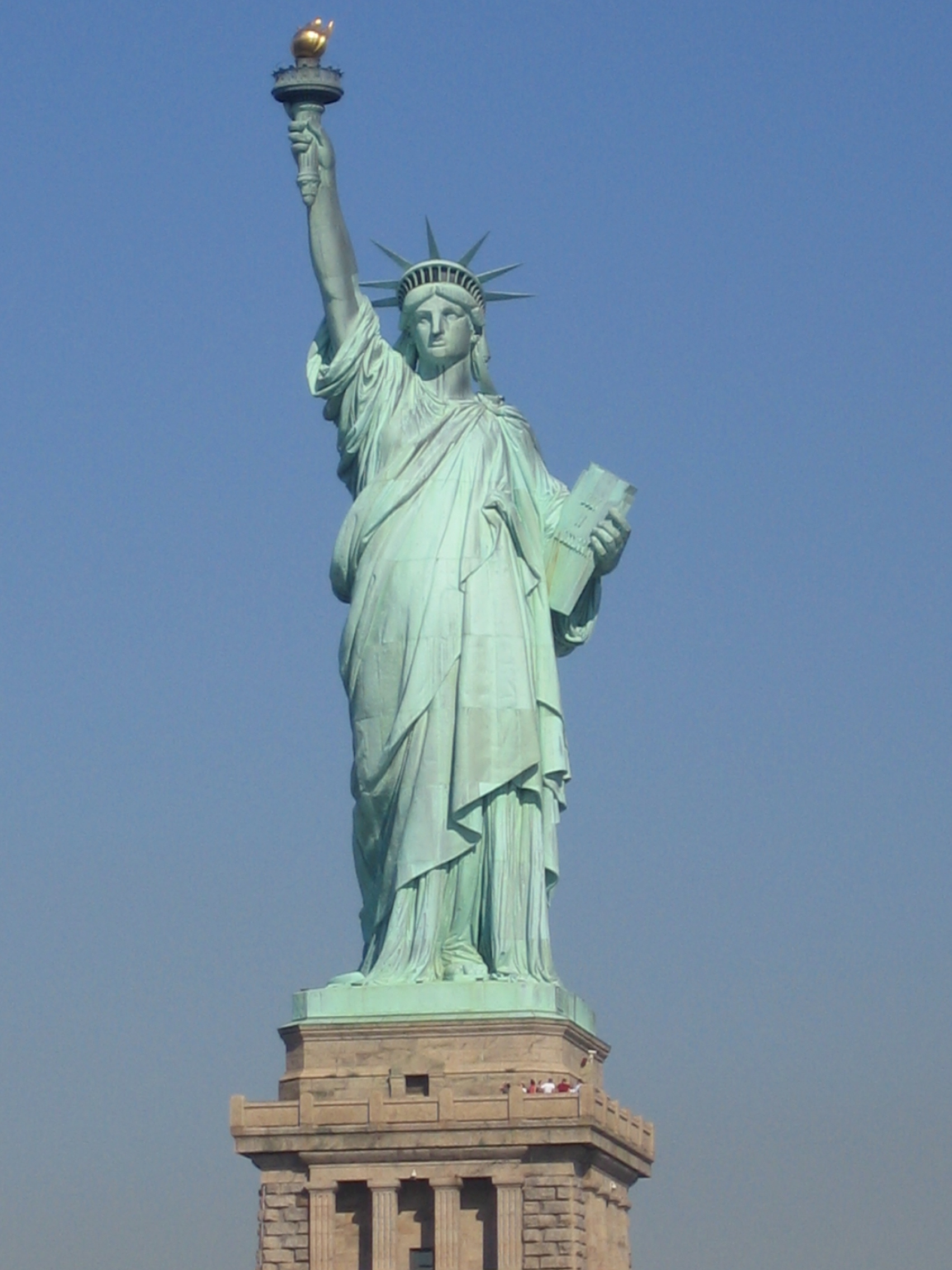
تجري صيانة تمثال الحرية دوريا بسبب التآكل الجلفاني.

### خلية لازانيا
تتكون «خلية لازانيا» عشوائيا عند حفظ غذاء اللازانيا الإيطالية lasagna (وفيها ملح) في علبة من الحديد، ويكون الحديد مغطى من الداخل بطبقة من اللألمونيوم. فبعد بضعة ساعات يتآكل اللأمونيوم مشكلا ثقوبا تصل إلى اللازانيا وتصاب أجزاء من الغذاء بطبقة من الألمونيوم المتآكل. 

في هذا المثال يقوم الغذاء المحتوي على الملح (اللازانيا) بدور الكهرل ويكون الألمونيوم المصعد، ويعمل الحديد كهمبط. فإذا لامست طبقة الألمونيوم الكهرل في عدة مساحات صغيرة يكون التآكل الجلفاني مركزا مما يسرع من عملية التآكل.

## التوافق الجلفاني
يمكن معرفة توافق معدنين عن طريق ما يسمى «المؤشر المصعدي». يعتبر هذا المؤشر مقياسا للجهد الكهركيميائي الذي ينشأ عند قياس معدن بالنسبة إلى الذهب. ولتعيين الجهد النسبي الذي ينشأ بين معدنين نقوم بطرح مؤشريهما المصعدي من بعضهما.ك ا سكياستخدام ا

في حياتنا العادية حيث تخزن معادن مختلفة في أماكن عادية في درجة حرارتها ورطوبتها فيجب أن لا يزيد الفرق في المؤشر المصعدي عن 50و0 فولط بين المواد المخزونة المتلامسة. أما في مخازن مفتوحة خارجية في وجود رطوبة عالية وربما مياه مالحة فيجب أن لا يزيد فرق المؤشر المصعدي عن 15و0 فولط. فمثلا يحتاج تخزين الذهب مع الفضة أن لا يزيد فرق المؤشر المصعدي لهما عن 15و0 فولط.
كثيرا يحتاج تصميم الأشياء استخدام معادن مختلفة تكون متلامسة، فيمكن تلافي حدوث التآكل الجلفاني عن طريق طلاء تلك المعادن بطرق مناسبة. 

قائمة المؤشرات المصعدية "Anodic Index " لبعض المعادن:
| المعدن                        | المؤشر (V) |
| ----------------------------- | ---------- |
| Most Cathodic                 |            |
| الذهب، وسبائك الذهب والبلاتين | -0.00      |
| الفضة. سبائك النيكل-نحاس      | -0.15      |
| النيكل                        | -0.30      |
| النحاس                        | -0.35      |
| البرونز                       | -0.40      |
| برونز عالي القصدير            | -0.45      |
| 18% فولاذ محتوي على الكروم    | -0.50      |
| القصدير                       | -0.65      |
| الرصاص                        | -0.70      |
| الألمونيوم                    | -0.75      |
| الحديد                        | -0.85      |
| الزنك                         | -1.20      |
| المنجنيز                      | -1.75      |
| بريليوم                       | -1.85      |
| Most Anodic                   |            |